# Basa György
Basa György (Budapest, 1914. augusztus 10. – Veszprém, 1967. január 4.) magyar színész.

## Életpályája
1935-ben kapott színészi oklevelet a Országos Magyar Királyi Színművészeti Akadémián, ahol Ódry Árpád volt az egyik mestere. Még abban az évben a rövid életű Weekend Színház társulatának lett az igazgatója. Előadásaikkal strandokon léptek fel Budapest környékén és a Balatonnál. Művészi pályájának — amelyet egy időre félbeszakított a háború — főbb állomásai voltak: a Belvárosi Színház, a Magyar Színház. 1945 után a Magyar Rádió színtársulatához tartozott, itt rendezőként is dolgozott. 1951-től a Magyar Néphadsereg Színháza, majd 1957-től a József Attila Színház színésze volt. 1958-tól az Állami Déryné Színház utazó társulatának művésze volt. 1960-tól a Békés Megyei Jókai Színházhoz szerződött. 1962-től haláláig a Veszprémi Petőfi Színház társulatának tagja volt. Vidéki állomáshelyein s a fővárosban is foglalkozott fiatal versmondókkal, irodalmi színpadok munkájában vett részt.
Kiváló karakterszínész volt. 
Felesége Darás Léna, színésznő volt, fiuk Basa István is a színi pályát választotta.

## Színházi szerepeiből
- William Shakespeare: Szentivánéji álom... Egéus
- William Shakespeare: Othello... Lodovico
- Molière: Nők iskolája... Chrysalde
- Bertolt Brecht: Koldusopera... Kimball, tiszteletes
- Edmond Rostand: Cyrano de Bergerac... Polgár
- George Bernard Shaw: Az ördög cimborája... Swindon, őrnagy
- Tennessee Williams: Orfeusz alászáll... Talbott, seriff
- Marcel Pagnol: A szép Fabien... Orvos
- Szamuil Joszifovics Aljosin: Örökké... Szerafin, pap
- Heltai Jenő: A néma levente... Galeotto Marzio
- Dobozy Imre: Szélvihar... Müller József
- Fejér István: Irány Caracas... Idegen úr
- Csizmarek Mátyás: Érdekházasság... Tímár professzor
- Tabi László: Különleges világnap... Lajtos Ernő
- Egri Viktor: Közös út... Licskó, revizor
- Meskó Barna: Péter és János... Morowski, gyógyszerész
- Huszka Jenő: Gül Baba... Gül Baba
- Leo Fall: Madame Pompadour... Maurepas, rendőrminiszter

## Rádiós rendezéseiből
- Öt költő – Darázs Endre, Hajnal Gábor, Murányi-Kovács Endre, Tóth Gyula és Vasvári István verseiből. Közreműködik: Ascher Oszkár, Gáborjáni Klára, Gáti József, Harkányi Ödön, Ilosvay Katalin
- A 85 éves Párizsi Kommün – Irodalmi műsor, összeállította: Geréb László. Közreműködik: Gáborján Klára, Győző László, Pálos György, Szentpál Mónika, Timár József és Verebes Károly
- „Sürögj a lyánykáknál!" – Fáy András, Vörösmarty Mihály, Kiss József, Heltai Jenő, József Attila, Nadányi Zoltán, Benjámin László és Sipos Gyula tréfás versei. Elmondja: Ajtay Andor, Szabó Sándor és Szörényi Éva
- Budapest dicsérete – Zenés irodalmi műsor. Írta és összeállította: Goda Gábor. Közreműködik: Bodor Tibor, Gáborján Klára, Kárpáthy Zoltán, Képessy József, Komlós Juci, Ladányi Ferenc, Ráday Imre, Sinkovits Imre és Szentpál Mónika